# Милица Калуђеровић
Милица Калуђеровић  била је лекар, примаријус, др сци., рођена 1940. године у Шибенику. Основну школу и гимназију (школске 1957/58) завршила је у Никшићу , а студије медицине (са 23 године) у Београду 1963. године. Након завршених студија медицине ради у Никшићу као љекар, а од 1971. до 1985. године као начелник Дјечијег одјељења. Специјализацију из педијатрије завршила је у Београду на Институту за мајку и дијете 1972. године, субспецијализацију из перинеонатологије и докторску тезу у Загребу 1986. године.
 	Милица Калуђеровић је преминула 2002. године у Подгорици.

## Каријера
Као начелник Дјечијег одјељења у Никшићу (у 31. години живота) обједињује диспанзерску и болничку дјечију службу и њом руководи осам година „дијелећи једнако дан и ноћ између своје и болесне дјеце Никшића, грабила је сваки тренутак да спроведе и организује заштиту здравља дјетета према савременим медицинским доктринама, пуна ентузијазма, предузимљива, јасна у мисли, прецизна и елоквентна у исказу, топла у комуникацији“. 
У Подгорицу је прешла 1985. године у дјечију болницу „Др Арсеније Шкатарић“ са задатком да унаприједи заштиту здравља новорођенчади у Црној Гори и формира централно одјељење за угрожену новорођенчад из читаве Црне Горе.
Програм „Култура сјећања“ је убраја у личности које су задужиле Никшић највећим доприносом у различитим областима.

## Стручна усавршавања и научни рад
У неонатологији се усавршавала у Паризу, Берлину, Лондону, Италији и на Јамајци.
	Као научни савјетник била је члан научно-наставног вијећа Медицинског института Универзитета Црне Горе и руководилац више научно-истраживачких пројеката. Аутор је бројних објављених стручних и научних радова и монографије „Неухрањено новорођенче“.
	Била је члан Одбора за медицину у Црногорској Академији наука и умјетности, предавач на катедри за физичко васпитање на Филозофском факултету у Никшићу, члан предсједништва Удружења педијатара СФРЈ, члан предсјед-ништва и предсједник Педијатријске секције Црне Горе и научни савјетник Медицинског института КБЦ.

## Приватна пракса
Године 1993. отворила је своју приватну поликлинику „Милмедика“  са амбулантама у Никшићу и Будви која је радила са великим резултатима. Развој ординације је наставио Др Раде Калуђеровић, отврањем ординација у Подгорици и Тивту.